# Víctor Javier Cáceres Centurión
Víctor Javier Cáceres Centurión (25 de març de 1985) és un futbolista paraguaià.

## Selecció del Paraguai
Va formar part de l'equip paraguaià a la Copa del Món de 2010. Destacà al club brasiler Flamengo on jugà entre 2012 i 2015.

## Referències

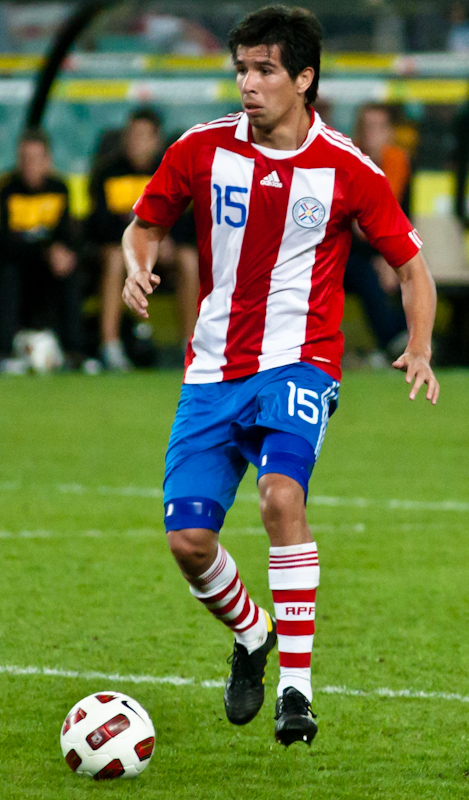
Cáceres amb la selecció el 2010.